# Феодосія (візантійська імператриця)
Феодосія (*Θεοδοσία, бл. 775  —після 826) — візантійська імператриця.

## Життєпис
Ймовірно походила з впливового вірменського роду Камсаракан. Донька аристократа Арсабера. Народилася близько 775 року. Можливо отримала ім'я Барда при народженні. Наприкінці 790-х або напочатку 800-х років вийшла заміж за стратега Льва Арцруні. У 808 році батько Феодосії влаштував змову проти імператора Никифора I, яку було придушено. В результаті цього разом з чоловіком відправлено у заслання. Лише у 811 році повернуто новим імператором Михайлом I.
У 813 році Лев Арцруні стає імператором, а його дружина отримала титул Августи. Можливо саме тоді змінила ім'я на Феодосію. Про політичний вплив останньої відомо замало. У 820 році Льва V було повалено. Слідом за цим разом з синами відправлено у заслання на о. Проте (один з Принцевих островів в Мармуровому морі). При цьому отримала право розпоряджатися часткою майна чоловіка. Остання згадка про Феодосію відноситься до 826 року.

## Родина
Чоловік — Лев V, візантійський імператор
Діти:
- Смбат (800/810 — після 820), співімператор
- Василь (д/н—після 847)
- Григорій (д/н—після 847)
- Феодосій (д/н—820)